# Oreocereus trollii
Oreocereus trollii är en kaktusväxtart som beskrevs av Kupper. Oreocereus trollii ingår i släktet Oreocereus och familjen kaktusväxter. Inga underarter finns listade i Catalogue of Life.

## Bildgalleri

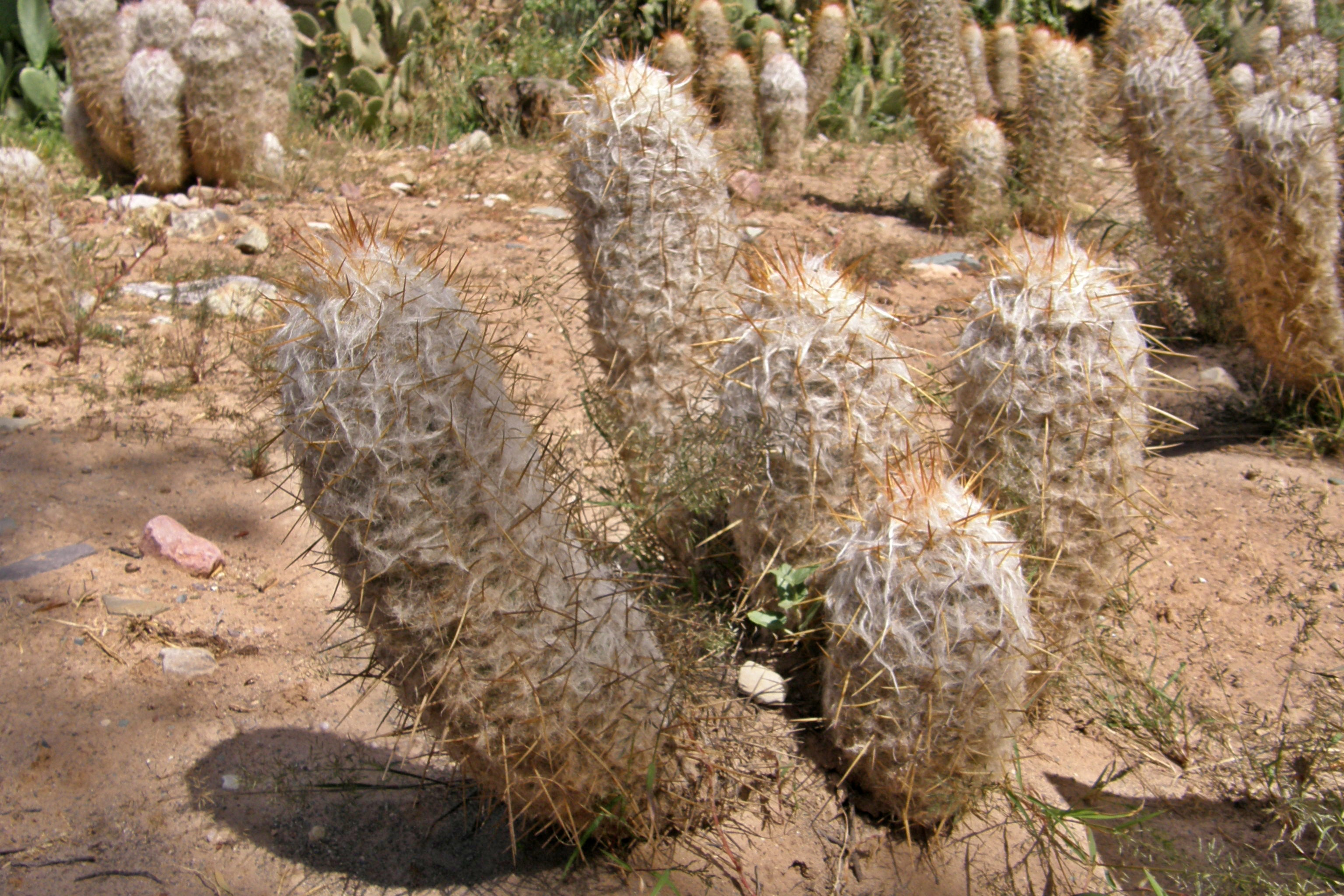
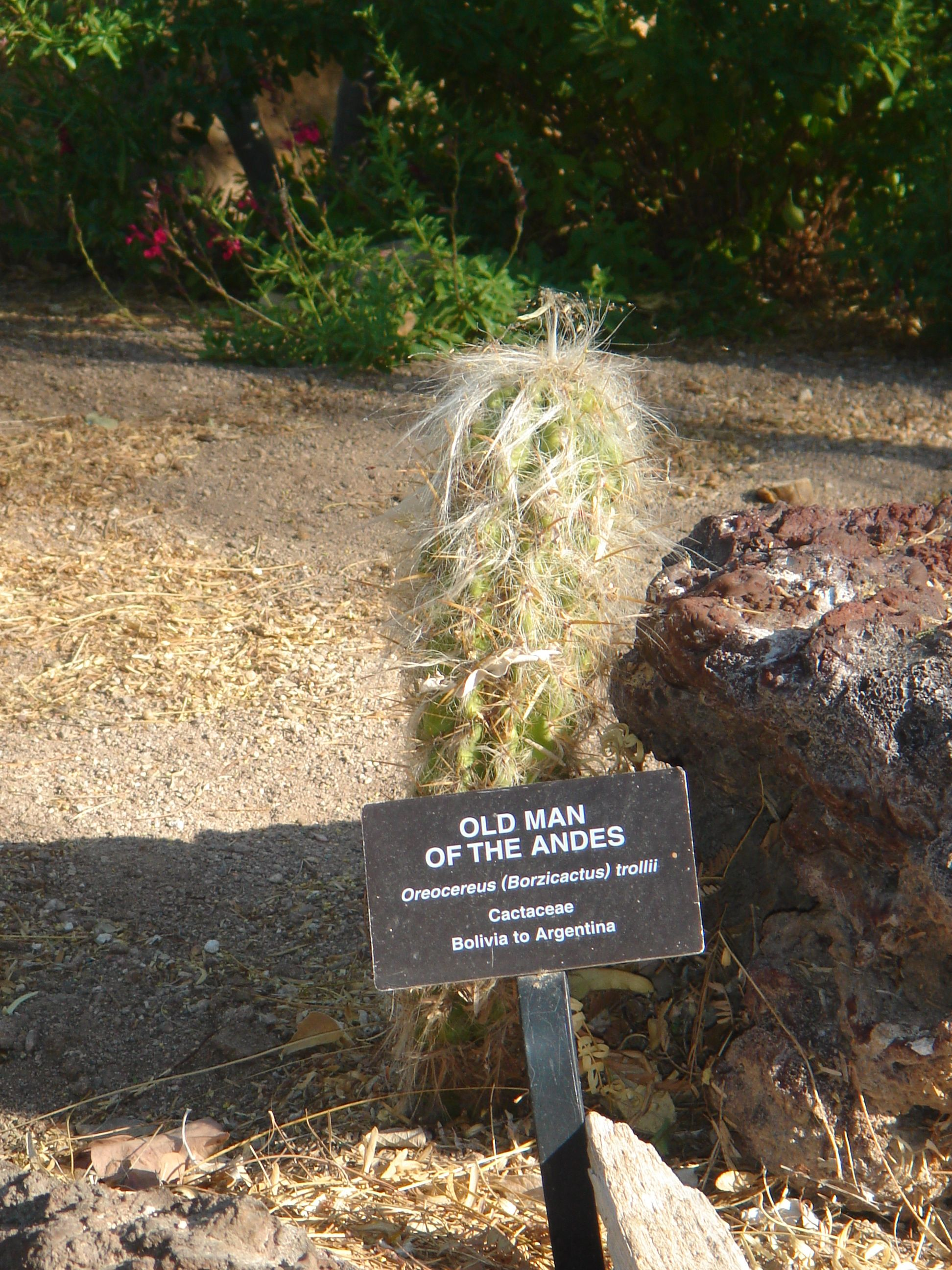
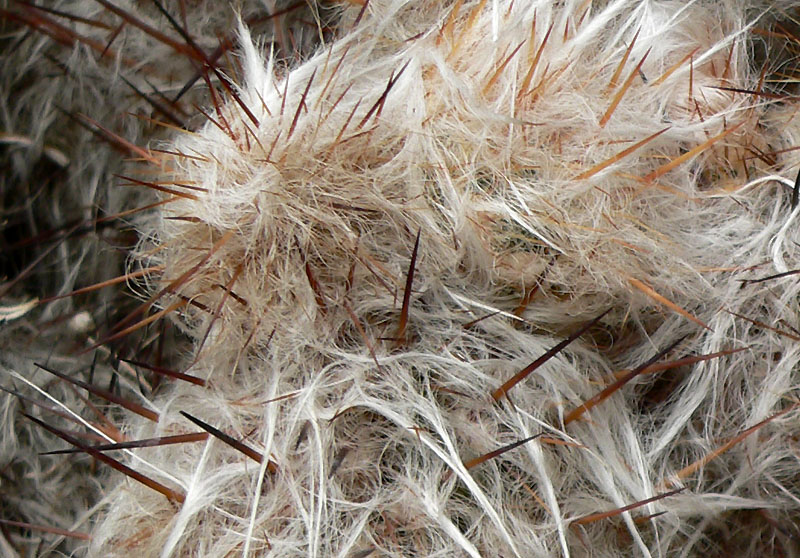
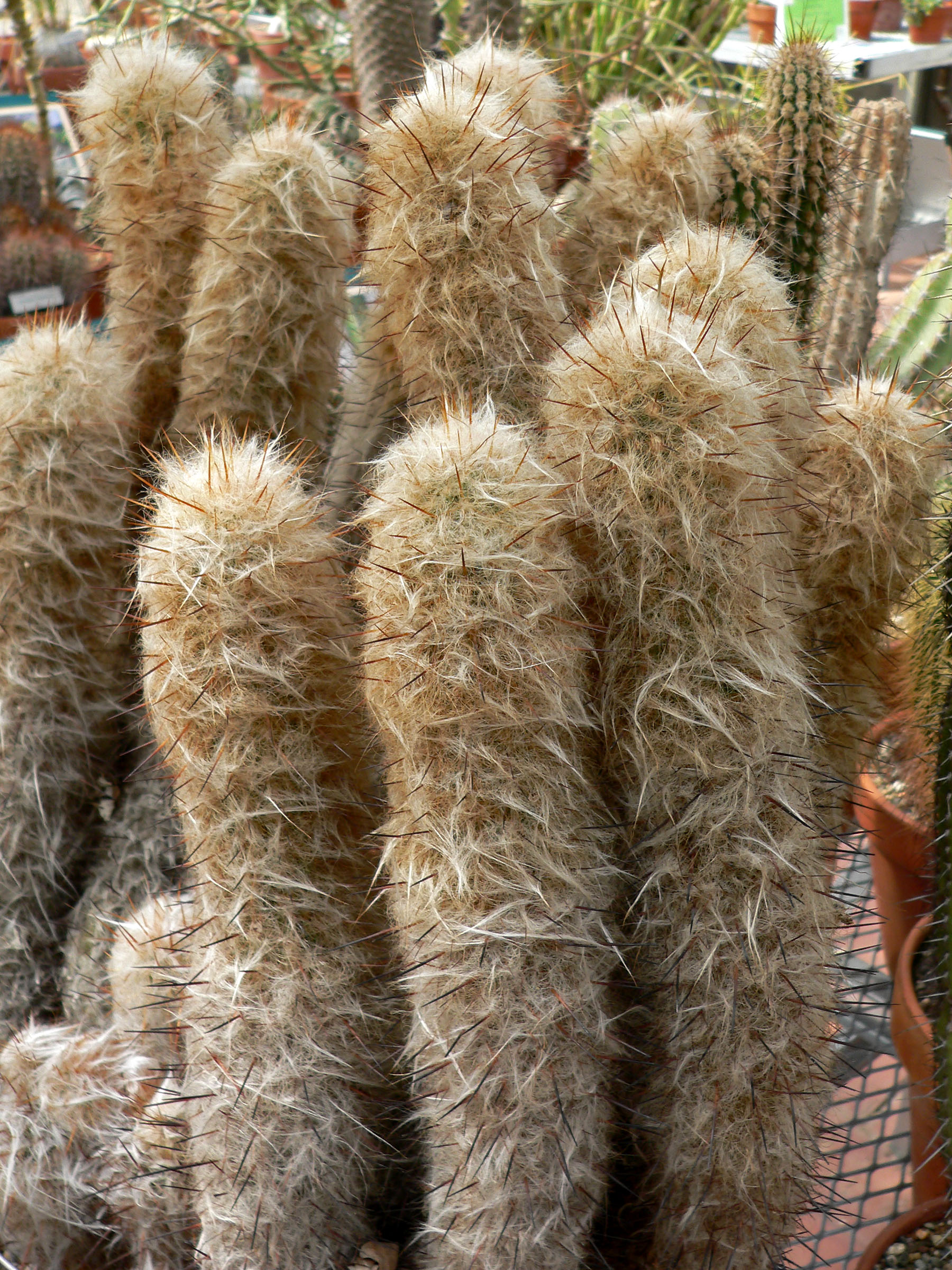
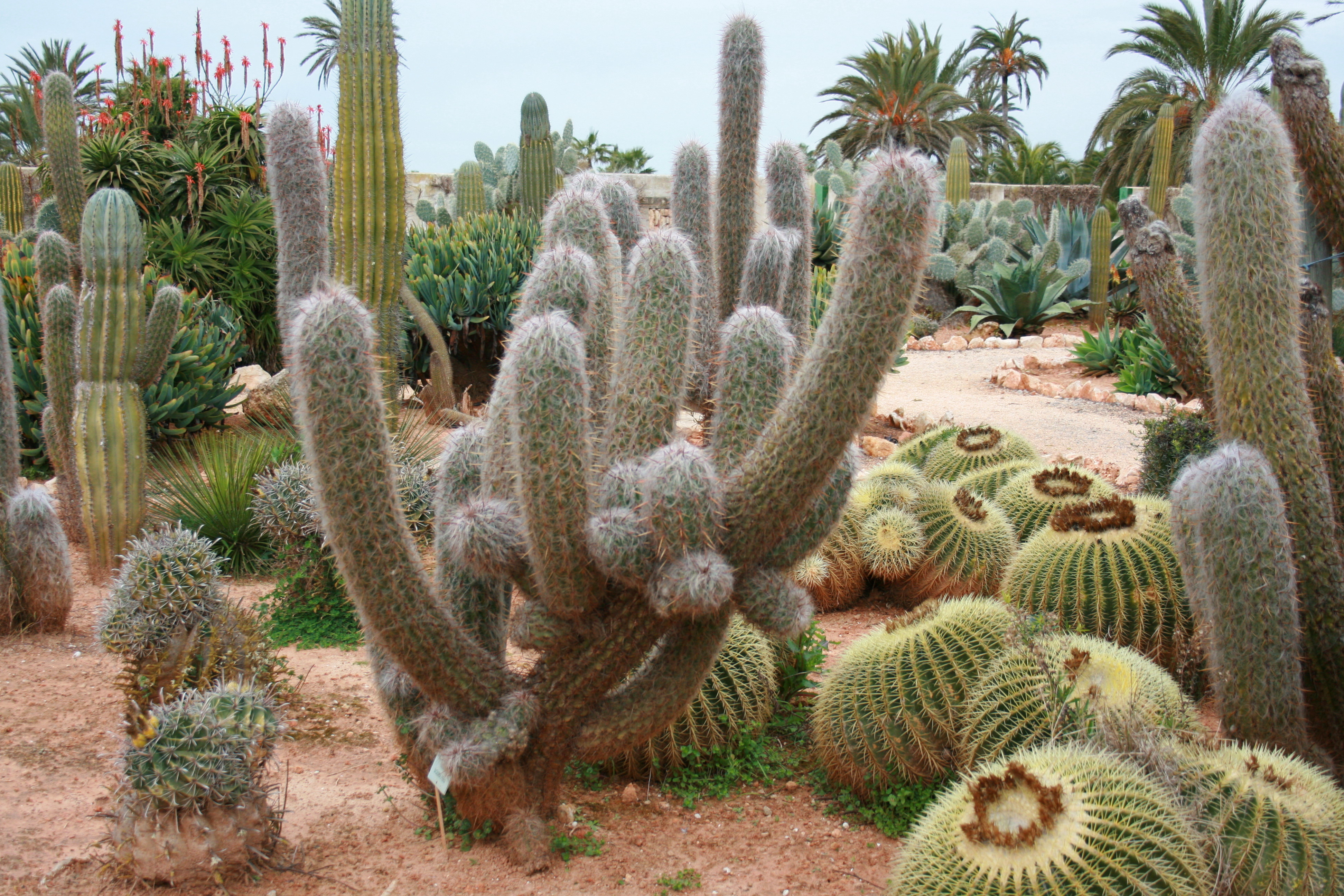
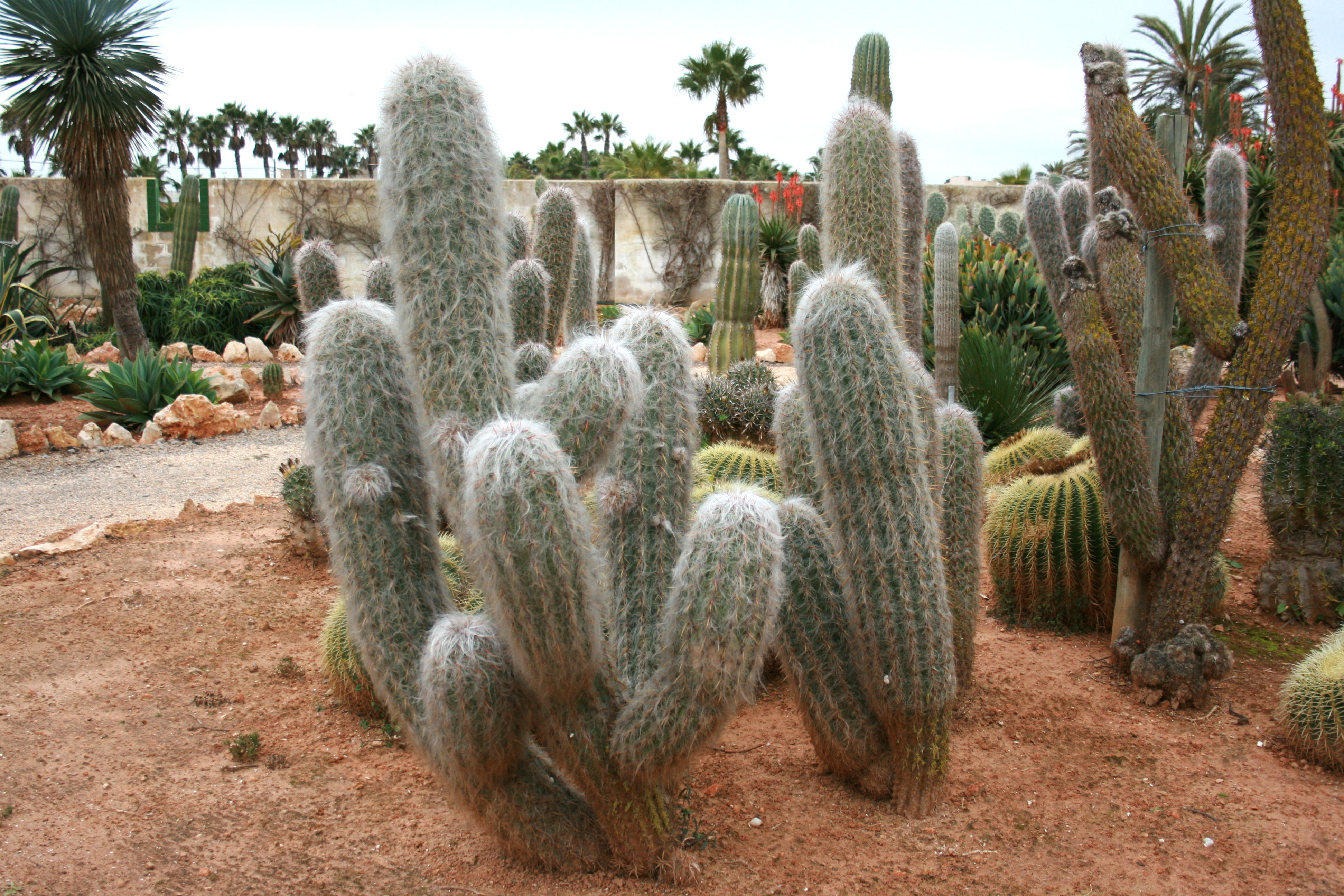